# Idiops thorelli
Idiops thorelli är en spindelart som beskrevs av O. Pickard-Cambridge 1870. Idiops thorelli ingår i släktet Idiops och familjen Idiopidae. Inga underarter finns listade i Catalogue of Life.